# 13131 Palmyra
13131 Palmyra è un asteroide della fascia principale. Scoperto nel 1994, presenta un'orbita caratterizzata da un semiasse maggiore pari a 2,5733040 UA e da un'eccentricità di 0,1924249, inclinata di 3,44689° rispetto all'eclittica.